# Ojá
Ojá (em iorubá: ọjá) é tipo de torço ou turbante usado na cabeça nas religiões tradicionais africanas, religiões afro-americanas, religiões afro-brasileiras, podem ser de vários tipos:
Ojá de abiã e iaô, é uma tira embainhada de mais ou menos dois metros de comprimento por trinta centímetros de largura, feitas de tecido morim ou cretone sempre branco que à cor de Oxalá.
As ialorixás, ebomis, e equedes, podem usar um ojá simples durante os afazeres diários, mas são mais elaborados com enfeites de rendas nas pontas ou mesmo bordados de richeliê. Geralmente são de cor branca mas poderão ser coloridos também. Nas festas costumam usar a cor do Orixá que está sendo homenageado.
Os babalorixás de algumas nações também usam ojás simples e brancos normalmente para os afazeres diários e mais sofisticados durante as festa também variando a cor conforme o Orixá que está sendo homenageado. Mas nem todo babalorixá gosta de usar ojá por achar um tanto feminino, como o objetivo é manter a cabeça coberta, esses optam por um gorro, boné, uma boina parecida com um solidéu, o gorro africano que cobre até acima da orelha, denominado de filá e outros usam um quipá judaico.
Os Ogãs só usam ojá durante as obrigações internas, no barracão durante as festas usam um boné geralmente de cor branca.